# Conops kerteszi
Conops kerteszi är en tvåvingeart som beskrevs av Krober 1915. Conops kerteszi ingår i släktet Conops och familjen stekelflugor.
Artens utbredningsområde är Tanzania. Inga underarter finns listade i Catalogue of Life.